# Ischiodon
Ischiodon is een vliegengeslacht uit de familie van de zweefvliegen (Syrphidae).

## Soorten
- I. aegyptius (Wiedemann, 1830)